# Wesley Person
Wesley Lavon Person (ur. 28 marca 1971 w Brantley) – amerykański koszykarz, występujący na pozycji rzucającego obrońcy, trener koszykarski.
Jest młodszym bratem byłego Debiutanta Roku NBA - Chucka Persona.

## Osiągnięcia
NBA
- Zaliczony do składu II składu debiutantów NBA (1995)[2]
- Uczestnik Rookie Challenge (1995)[3]
- Zawodnik tygodnia (7.12.1997)[3]
- 2-krotny uczestnik konkursu rzutów za 3 punkty organizowanego podczas NBA All-Star Weekend (2002, 2003)[4]

Reprezentacja
- Mistrz świata:
  - U–22 (1993)[5]
  - U–19 (1991)[6]
- Wicemistrz Ameryki U–20 (1993)[5]